# 黄金の城
『黄金の城』（おうごんのしろ、日本国外版タイトルは『Gladiator』）は、1986年にセタが製作し、タイトーが販売したアーケードゲーム。

## ゲーム内容
中世ヨーロッパ風のファンタジー世界を舞台に、暗黒の支配者ギルダスに奪われたマイトレーヤ姫と財宝を取り戻すため、黄金の城に乗り込んだ剣士ガリアノスの戦いを描くアクションゲームである。操作はジョイスティック1本とボタン3個で行い、ジョイスティックの左右で前進と後退、上下で盾によるガードの位置変更（上中下）、ボタンはそれぞれ剣による上段、中段、下段攻撃に対応している。
また、ガリアノスは最初は全身に鎧を着けているが、攻撃を一度受けるとその部分の鎧（ヘッドギア、胸当て、脚甲）が剥がれ落ちて体が無防備になってしまい、鎧のない場所にもう一度攻撃を受けてしまうとミスとなるシステムになっている。盾も攻撃を受けるとやがて光り出し、最後は欠けてしまうが、時折現れる金の盾を入手すれば、盾は消耗しなくなる。また、鎧は水晶玉を割ることによって復活する。
ステージは全4面構成で、1～3面では前方より飛んでくる火の玉や剣などを防御したり撃ち落したりしつつ前進する横スクロールアクションパートと、各面3人ずつ登場するボスとの一騎討ちパートを交互に繰り返し、最終面では横スクロールはなく最終ボスであるギルダスとの一騎討ちのみを行う。倒された後に骸骨男ガイウスとなって蘇ったギルダスを倒すとエンディングとなるが、そのまま1面に戻って2周目が始まる。

### その他のフィーチャー
- 盾を上下に高速に振るとバリアが発生する。しかし、鎧を失うにつれて発生しにくくなる（より速く振らないと発生しない）。また、城の屋上で撃ってくるビームは貫通してくるので、盾で防ぐしかない。
- 飛んでくる剣を叩き落して4本連続で拾うと、レッドソードとなる。この状態で敵の盾を数回叩くと約4秒間無敵となり、鎧も復活する。
- 敵によっては武器を剣で繰り返し叩いていると、折れてしまう。折れてしまった場合、敵の攻撃は全く当たらなくなる。また、倒した敵の武器を拾う事ができる場合もあるが、この場合は折った後でも関係無く使用できる。
- 廊下の大広間で飛んでくる手裏剣を画面右側で叩き落すと床にネズミが出現し2,000点。
- 城の屋上に出た時、あるタイミングでレバーを上に入れると塀の上に跳び乗れ、攻撃を受けなくなる。なお、塀の切れ目に来た時はレバーを右前に入れていれば次の塀に跳び移れる。

- 当時としては大きなキャラクターを操作しつつ、自分と同様のサイズの敵と1対1の戦いを繰り広げるという点で後にブームとなる対戦型格闘ゲームを先取りした内容といえる。
- 鎧が剥がれるシステムはガリアノスだけではなく、敵のボスにも同様のルールが適用されている。1面の中ボスとして登場する女戦士イレーネに中段攻撃を当てて胸当てを取り除くと、ノーブラの胸が丸出しになってしまう。日本国外版であるGladiatorの初期バージョンも同様であった、後期バージョンは鎧の下にビキニのブラを着けるように変更された。後に本作は別のプラットフォームに移植されたが、一部のバージョンでは若干この表現が修正されている。

## 移植版
日本製のゲームだが、2006年まで家庭用ゲーム機での移植版は日本では出ていなかった、ファミコンに移植される予定だったが開発中止となった。
2005年にアメリカ、ヨーロッパでPlayStation 2やXbox、Microsoft Windows向けに発売されたレトロゲームソフト『Taito Legends』には収録されていた。
その後バンダイから発売のテレビゲーム機を使わずに直接テレビに接続してレトロゲームを楽しめる玩具「Let's!TVプレイCLASSIC」の一作として2006年3月発売の『タイトーノスタルジア1』に本作が収録。前期バージョンを移植している為イレーネはノーブラのままである。アレンジバージョンとして、2面ボスだったアマゾネスのサーナを主人公とした『黄金の城AMAZONES』も収録されている。
2007年1月25日発売のPlayStation 2用ソフト『タイトーメモリーズII 上巻』に収録された。後期バージョンを移植しているためイレーネはブラジャーを着けている。
2022年12月22日に発売した、タイトーの復刻系ゲーム機『イーグレットツー ミニ』（本体は同年3月2日発売）用の追加SDカード『アーケードメモリーズ Vol.1』にも収録。こちらは前期バージョンを移植している為イレーネはノーブラのままである。なお、パッケージにはレーティング表記は入っていない。

## 関連ソフト
- グレートソードマン

1984年にタイトーから出たアーケードゲーム。剣を手にフェンシングや剣道で1対1の戦いをする内容や独特の操作方法が共通している。『タイトーメモリーズII 下巻』収録。
- ブランディア

1992年にアルュメより発売されたアーケード用対戦型格闘ゲーム。本作の続編で、ガリアノスをはじめとする本作のキャラクターも多数登場。